# Rearranjament de Mumm
El Rearranjament de Mumm o  reordenament de Mumm és una reacció orgànica i una reacció de transposició. En ell es descriu una transferència acil 1,3(O-N), d'un imidat d'acil o grup isoimida en una imida.
La reacció és de rellevància, com a part de la reacció d'Ugi.